# 超函数
超函数（英語：hyperfunction）是一全纯函数从一处边界上向另一全纯函数的“跳跃”，可以看作分布的推广。超函数由佐藤幹夫于1958年提出。
实轴上的超函数可以看成是上半平面上的全纯函数与下半平面的全纯函数之间的“差异”。因而超函数可以用{\displaystyle (f,g)}对来定义，其中{\displaystyle f}是上半平面的一个全纯函数，{\displaystyle g}则是下半平面的一个全纯函数。
当用另一全纯函数分别加到{\displaystyle f}与{\displaystyle g}上时，{\displaystyle f}与{\displaystyle g}间的“差异”并不受影响。因而，令{\displaystyle h}是复平面上的一全纯函数，超函数{\displaystyle (f,g)}和{\displaystyle (f+h,g+h)}是等价的。

## 示例
- {\displaystyle f}为复平面上的任一全纯函数，{\displaystyle f}在实轴上可表示为超函数{\displaystyle (f,0)}或{\displaystyle (0,-f)}。
- 单位阶跃函数可表示为超函数{\displaystyle H(x)=\left({\frac {1}{2\pi i}}\log(z),{\frac {1}{2\pi i}}\log(z)-1\right)}。
- 狄拉克δ函数可表示为超函数{\displaystyle \left({\frac {1}{2\pi iz}},{\frac {1}{2\pi iz}}\right)}。